# Districte de Gorakhpur
El districte de Gorakhpur és una divisió administrativa d'Uttar Pradesh a l'Índia amb capital a Gorakhpur. La superfície és de 3.483,8 km² i la població de 3.769.456 habitants (2001).

## Administració
Administrativament està format per set tehsils (i al mateix temps divisions fiscals):
- Campierganj
- Sahjanwa
- Gorakhpur sadar
- Chauri Chaura
- Bansgaon
- Khajani
- Gola

El blocs de desenvolupament (blocks) són 19:
- Pali
- Pirauli o Piprauli
- Sahjanwa
- Khajni
- Chargawan
- Bhatlat o Bhathat
- Gagha
- Gola
- Kauri Ram (o Kauriram)
- Banegaon o Bansgaon
- Pisrauh o Pipraich
- Brahmpur
- Sadar Nagar
- Urwa o Uruwa
- Barhaiganj o Barhalganj
- Belghat
- Khorabar
- Compasaganj o Campierganj
- Jungli Kauria o Jangal Kaudia

L'única municipalitat és Gorakhpur. I havia tanmateix set Nagar Panchayats: Piprauh, Gola, Mundera Bazar, Pape Ganj, Sahjanwa, Barhal Ganj i Banigaon.

## Història
El territori al nord del Gogra entre Oudh i Bihar que va formar els districtes de Gorakhpur i Basti formava part del regne de Kosala amb capital a Ayodhya, sobre el que va regnar Rama que hauria mort vers 750 aC. Gautama Buda, fundador del budista, va néixer a Kapila, just al límit d'aquesta zona, i va morir a Kasia (una estàtua colossal assenyala el lloc on va morir). Gorakhpur fou un centre budista; un príncep de la dinastia solar d'Ayodhya va intentar fundar aquí una gran ciutat que havia de competir amb Kasi (o Benarés) però quan estava quasi acabada fou destruïda pels invasors thirus i bhars, races aborígens barrejades amb aris que van dominar tot el nord d'Oudh i el Ganges expulsant als aris. La seva emergència sembla lligada als canvis religiosos. Els caps bhars van dominar el territori de manera sobirana i després com a vassalls de la dinastia budista de Magadha, fins a la caiguda d'aquesta vers la meitat del segle vi.
A partir de vers el 550 els aris van començar a recuperar posicions i vers el 600 els rajputs rathors de Kanauj van envair el districte que van dominar fins al lloc de la moderna ciutat de Gorakhpur. El peregrí xinès Hweng Thsang va visitar la zona al segle VII (vers 630) i esmenta el gran nombre de monestirs i torres.
Vers el 900 el domhatars o bramans militars van aparèixer en escena i amb altres tribus barreja de bramans i rajputs van començar a avançar cap al sud i expulsar els caps rathors; el príncep rajput de Gorakhpur fou expulsat. Al segle xi el poder va passar principalment a Bisen Sen, rajput de Nagar, però els bhars continuaven dominant l'oest del territori fins que en foren expulsats pels rajes de Jaipur al segle xvi durant el regnat d'Akbar el Gran. Al segle xii els prínceps locals van ser tributaris del regne de Kanauj. Un raja rajput dominava a Gorakhpur.
Al començament del segle xiv els rajputs expulsats de l'Índia occidental pels musulmans van començar a entrar al districte; Dhur Chand es va establir a Dhuriapar, i Chandra Sen a Satasi. Aquest darrer va matar a un cap domhatar de Domangarh (la fortalesa de Gorakhpur), es va apoderar de la fortalesa i es va establir a la ciutat de Gorakhpur. Durant la resta del segle els rages de Batwal i de Bansi es van fer la guerra assolant tot el país. Entre 1350 i 1450 els rages de Satasi i de Majholi van també lluitar entre ells.
La ciutat de Gorakhpur (nom derivat de Gorakshnath, un santó fundador de la secta Nath Sampradaya) es va fundar a l'entorn del 1400 i fou centre d'un principat que s'estenia per Gorkahpur i Champaran; al segle següent els rages de Majholi dominaven les terres al sud-est; els descendents de Dhur Chand les terres del sud-oest; després venien les terres del rages d'Aonla i els rages de Satasi; mentre a l'extrem nord-oest dominava el raja de Batwal. Aquestos rages eren independents un de l'altra i d'altres poders, i els seus dominis estaven força aïllats per manca de ponts i camins, i sense que hi hagi constància de cap intercanvi amb els districtes del sud o del l'est. Fins al període mogol els musulmans no van creuar el Gogra.
El 1576 Akbar el Gran va creuar el Gogra en una expedició en persecució de Zaman Khan el governador rebel de Jaunpur. També va estar al districte quan tornava d'una expedició a Bengala contra Daud Khan; el seu general, Fidai Khan, va derrotar les forces aliades dels rages i va ocupar Gorakhpur i el districte, però van deixar el poder en mans dels rages locals que havien de pagar tribut. Gorakhpur va passar a formar un sarkar de la suba d'Oudh.
La situació no va canviar gaire. El príncep Muazzam (després Bahadur Shah) va visitar Gorakhpur el 1680 i es va formar una nova entitat administrativa anomenada Muazzamabad (nom que va portar durant uns anys Gorakhpur), part de Saran. El poder mogol fou força nominal fins al temps d'Aurangzeb quan va imposar major autoritat, per a després de la seva mort (1706) tornar a decaure fins al temps del primer nawab wazir d'Oudh Saadat Ali, el 1721, quan aquest va imposar un domini més efectiu; després el 1750, un exèrcit sota Ali Kasim Khan va sotmetre tot el districte i els rages van acceptar el pagament d'un tribut; no obstant el governador d'Oudh a la zona no exercia el poder absolut i les taxes eren recaptades pels rages locals que per la seva banda es feien la guerra entre ells. A la meitat del segle xviii els banjares eren els que més destacaven en les lluites: havien vingut de l'est vers 1725 però al cap de trenta anys, units sota líders molt hàbils, podien fer la guerra amb èxit arages com el de Bansi; les parganes orientals estaven en contant estat de terror i el poder dels rages va disminuir, i no van poder fer front a les exaccions fiscals dels recaptadors d'Oudh, que van saquejar el territori fins a uns límits impensables abans. Després de la batalla de Baxar el 1764, un oficial britànic va rebre el comandament de les forces del nawab i les va instruir per recol·lectar taxes a Gorakhpur i ho van fer al sud; però al nord els rages van continuar recaptant i les exaccions que patien eren repercutides per aquestos als petit cultivadors i el territori es va empobrir.
El districte formà part dels territoris cedits el 1801 pel nawab d'Oudh a la Companyia Britànica de les Índies Orientals. Gorakhpur fou immediatament erigida en districte i el primer col·lector fou Routledge. El 1813 un atac dels gurkhes nepalesos fou rebutjat i la lluita va passar al Nepal amb la guerra iniciada el 1814 i acabada el 1816 (els nepalesos van obtenir alguns guanys menors en aquest districte). El 1829 es va crear la divisió de Gorakhpur amb aquest districte i el districte d'Azamgarh i R.M. Biad fou el primer comissionat. El maig i juny 1857 no hi van haver incidents greus però després les tropes natives locals es van amotinar i el districte fou dominat pels rebels; a l'agost els rebels de Muhammad Hassan dominaven la regió i la van conservar fins al 6 de gener de 1858 quan un exèrcit gurkha dirigit per Jang Bahadur des del nord, i un de britànic dirigit pel coronel Rowcroft des del sud, va recuperar Gorakhpur. Muhammad Hassan va haver de fugir i en les setmanes següents els rebels foren expulsats de totes les parganes que dominaven.

## Geografia
El 1881 el districte tenia una superfície d'11.909 km² (11.746 km² el 1901). La població era 2.019.361 (1872), 2.617.120 (1881), 2.994.057 (1891), 2.957.074 (1901). Els rius principals eren el Rapti Occidental, el Gogra, el Petit Gandak, el Kudna, el Rohin, l'Ami i el Gunghi. Els llacs principals eren Ramgarh, Nandaur, Nawar, Bhenri, Chillua i Amiyar Tal. El 6 de maig de 1865 es va segregar el districte de Basti. El 1946 es va segregar el districte de Deoria. Finalment el 1989 es va segregar el districte de Maharajganj.Hi havia 18 ciutats i 7.544 pobles. Administrativament estava format per tres subdivisions i sis tehsils:
- Kasia
  - Padrauna
- Deoria
  - Hata
  - Deoria
- Gorakhpur
  - Bansgaon
  - Maharajganj
  - Gorakhpur

## Jaciments arqueològics
Cal destacar Kasia, lloc on va morir Sidartha Gautama, Buda, amb una stupa i un temple amb una estàtua colossal de Buda; un pilar amb inscripció de Skanda Gupta, al sud del districte; i plaques de donacions dels reis hindús de Kanauj a diversos nobles.